# Elisavet Mystakidou
Elisavet "Elli" Mystakidou, född 14 augusti 1977 i Giannitsa, Grekland, är en grekisk taekwondoutövare. 
Hon tog OS-silver i mellanviktsklassen i samband med de olympiska taekwondo-turneringarna 2004 i Aten. Hon deltog även i olympiska taekwondo-turneringarna 2008 i Peking, men förlorade i finalen mot puertoricanen Asunción Ocasio.